# Illumos
Illumos är ett fritt operativsystem baserat på OpenSolaris. Illumos är ett fritt och OpenSource-projekt som grundades av några Solaris-ingenjörer. Illumos-koden blir en ättling till UNIX System V Release 4 (SVR4) kodbasen. I dagsläget behöver man ett opensolaris-baserat operativsystem för att kompilera och bygga Illumos-operativsystemet.